# Montfroc
Montfroc település Franciaországban, Drôme megyében. Lakosainak száma 101 fő (2022. január 1.). Montfroc Châteauneuf-Miravail, Curel, Les Omergues, Redortiers, La Rochegiron, Eygalayes és Lachau községekkel határos.

## Népesség
A település népességének változása:
| Lakosok száma | 44   | 87   | 71   | 80   | 80   | 77   | 75   | 75   | 84   | 101  |
|               | 1968 | 1982 | 1990 | 2006 | 2013 | 2015 | 2017 | 2019 | 2020 | 2022 |